# Manneville-la-Goupil
Manneville-la-Goupil är en kommun i departementet Seine-Maritime i regionen Normandie i norra Frankrike. Kommunen ligger i kantonen Goderville som tillhör arrondissementet Le Havre. År 2022 hade Manneville-la-Goupil 1 045 invånare.

## Befolkningsutveckling
Antalet invånare i kommunen Manneville-la-Goupil
| Referens: INSEE |